# Mongolernas invasion av Vietnam
Mongolernas invasion av Vietnam var en serie invasioner utförda från 1257 till 1288 av Mongolväldet mot Vietnam som vid tiden bestod av kungarikena Annam och Champa.
Alla invasionsförsöken misslyckades. Det vietnamesiska försvaret använde gerillakrigföring och krigslister och mongolerna var ovana att strida i tät vegetation och tropiskt klimat. Invasionsförsöken avslutades med slaget vid Bạch Đằng 1288 där den mongoliska flottan besegrades i ett sjöslag.

## Bakgrund
1251 tog Möngke makten över mongolväldet. Som en del i en större plan att ta sig runt Södra Songdynastins försvarslinjer erövrade Möngkes bror Khubilai khan 1253–1255 kungariket Dali, som blev en plattform för fortsatt anfall mot Kina. 1257 riktade mongolerna även krav mot Vietnam att få passera genom landet för att kunna attackera Songdynastin från söder, men vietnamesernas vägrade.
På 1200-talet bestod det som är dagens Vietnam av kungariket Annam i norr och kungariket Champa i söder. Annam styrdes av Trandynastin. Thang Long (dagens Hanoi) var huvudstad för Annam och Champa hade sitt centrum vid dagens Da Nang.

## Invasionen 1257

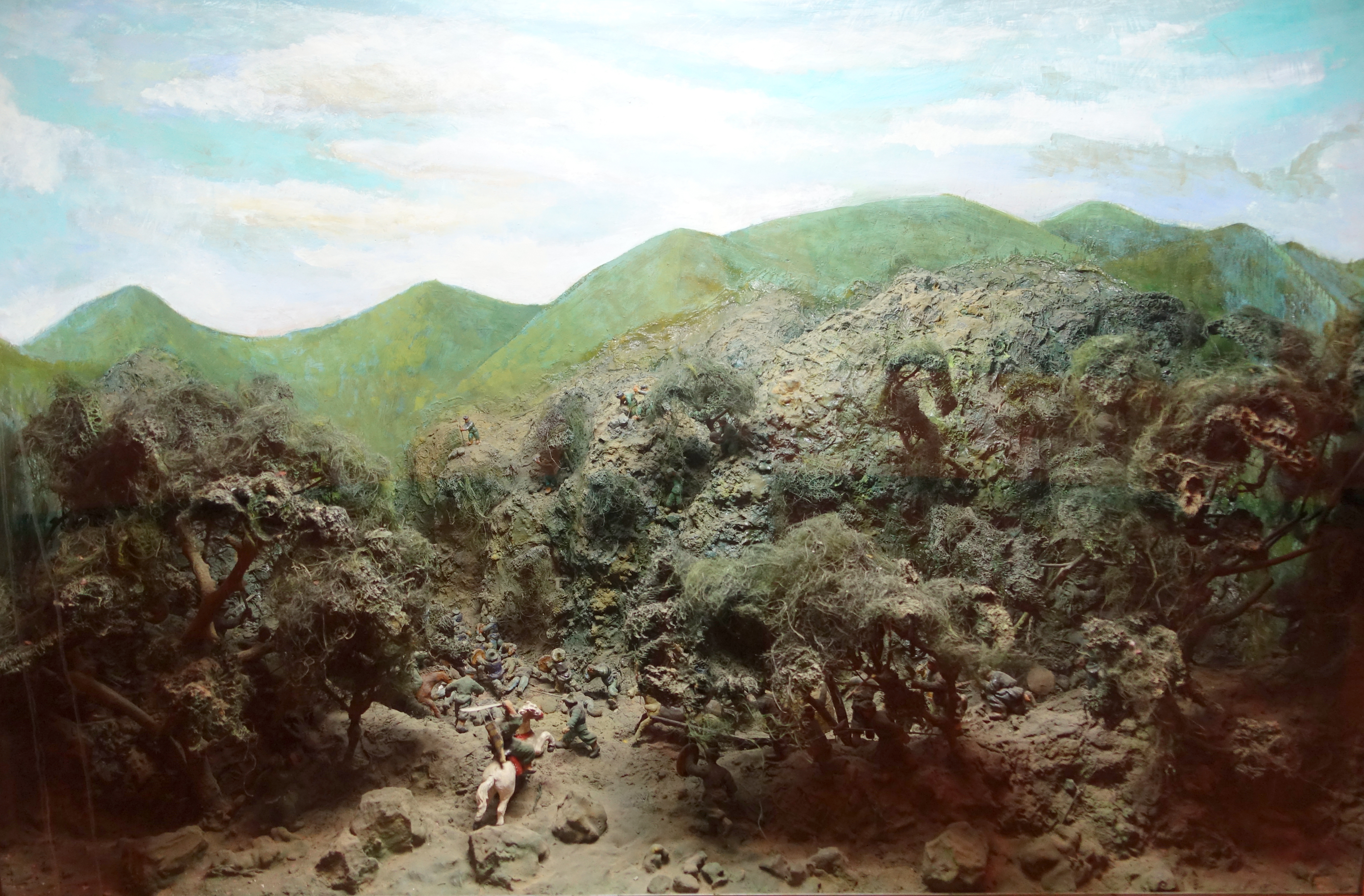
Modell av striderna 1257.

Under ledning av Uriyangkhadai (som var son till general Tsubotai) anföll mongolerna Annam 1257. Mongolerna invaderade och förstörde huvudstaden Thang Long, och Trandynstins kung flydde till en ö. Efter inledande framgångar för mongolerna fick de problem att få tag på mat, och hade svårt att klara det tropiska klimatet. En vietnamesisk motoffensiv lyckades driva ut mongolerna från landet. Mongolerna drog sig tillbaka efter ett resultatlöst invasionförsök.

## Invasionen 1282
1273 fick Champas kung uppmaningar från mongolerna att betala tribut. Med minne av vad som tidigare drabbat Annam skickade kungen 20 elefanter till det mongoliska hovet. 1281, efter tronskifte i Champa, vägrade den nya kungen att betala det förödmjukande tributen, vilket väckte monglernas vrede. Till skillnad från Champa visade Annam sin underkastelse mot mongolerna.
Khubilai khan, som nu etablerat Yuandynastin, skickade general Sodu med en marin styrka på 5 000 man i 100 skepp. Styrkorna landsteg i södra Vietnam. I slutet av 1282 hade mongolerna erövrat huvudstaden och Champas kung drog sig undan upp i bergen. Med gerillakrigföring lyckades vietnameserna hindra mongolernas framryckning, och de mongoliska trupperna besegrades av den vietnamesiska gerillan. Förstärkningstrupper på ytterligare 15 000 man hjälpte inte, och vietnameserna motstod anfallet.

## Invasionen 1284
Khubilai khan förberedde en storskalig invasion av Vietnam under ledning av Toghon. Styrkan bestod av 500 000 kavallerister och infanterister. Khubilai khan tvingades ändra taktik och planerade att skicka marktrupper över Annam för att anfalla Champa. Trandynastins ny regent Tran Nhan Tong såg en fara i detta och vägrade mongolerna att passera över hans territorium. Mongolerna krävde fri passage, och i slutet av 1284 passerade de gränsen.
Kung Tran Nhan Tong var beredd på anfall från mongolerna och hade förberett ett försvar under ledning av general Trần Hưng Đạo. Trần Hưng Đạos försvar bestående av 200 000 man kunde inte hålla tillbaka mongolerna och evakuerade huvudstaden. Elefanter spelade en viktig roll i den vietnamesiska krigföringen.
I början på 1285 hade mongolerna korsat Röda floden och intagit Thang Long. När den mongoliska armen anlände till Thang Long var staden övergiven och tömd på mat och förnödenheter. Mongolerna, som även hade tagit kontroll över kusten, seglade upp i Röda floden och Trandynastins hov flydde till Thanh Hoa. Mongolerna tog kontroll över en stor del av landet, men dess styrkor blev utspridda och försvagade. De vietnamesiska styrkorna gjorde stora framsteg med gerillakrigföring. Detta i kombination av brist på förnödenheter och den svåra sommarhettan gjorde att mongolerna fick ge upp. I juli 1285 var mongolerna besegrade, 50 000 mongoler togs tillfånga och general Sodu dödades.

## Invasionen 1287 – 1288
Khubilai khan gjorde en kombinerad attack både från land och hav mot norra Vietnam. Intention med avfallet var att även invadera och erövra de södra delarna av Vietnam. Mongolernas anfallsstyrka bestod av en arme på 300 000 man och en flotta på 500 skepp. Fälttåget mot Annam inleddes 1286 och mongolerna nådde Thang Long 1287. Huvudstaden intogs och den vietnamesiska kungen flydde igen. Mongolerna etablerade av stark bas i närheten av Hai Phong och anföll därifrån med stöd från marina styrkor.
Det mongoliska anfallet leddes av general Toghon och de vietnamesiska försvarsstyrkorna leddes av Trần Hưng Đạo. Som inledande försvar mot anfallet använde vietnameserna brända jordens taktik. Landområdena som mongolerna var på väg att inta lämnades övergivna  utan mat. Mongolerna var vana och skickliga på att strida på öppna ytor i kallt klimat, och var dåligt anpassade för det varma och fuktiga klimatet i Vietnam i kombination med tät djungel med träsk och floder. Till slut var den mongoliska armen utan förnödenheter. Mongolerna brände då huvudstaden och drog sig tillbaka norr om Röda floden.

### Slaget vid Bạch Đằng

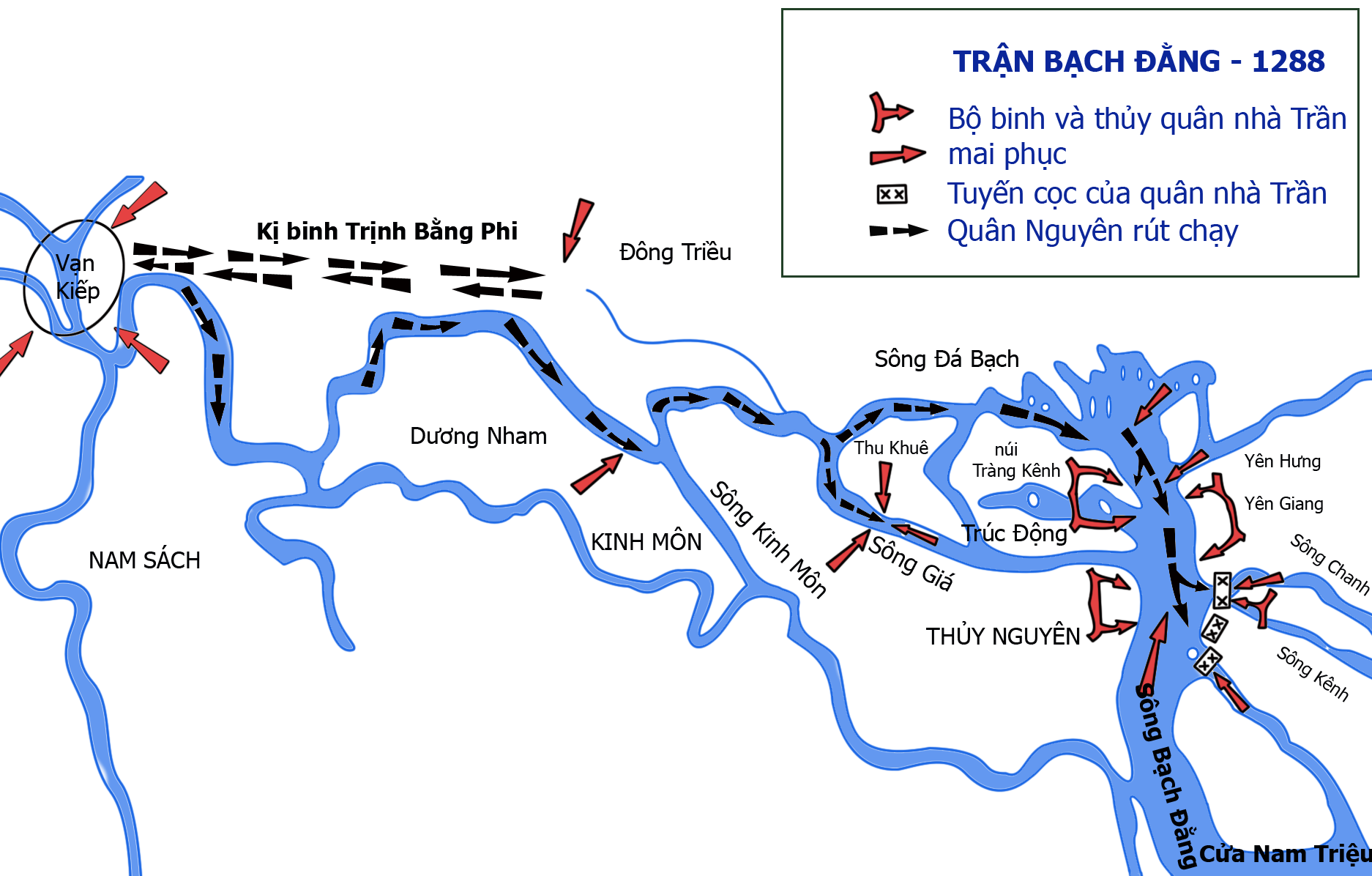
Karta över slaget vid Bạch Đằng 1288

Mongolerna återkom under värmesäsongen 1288. I mars passerade de mongoliska fartygen genom Bạch Đằngfloden till Hai Phong. Mongolerna använde Bạch Đằngfloden för att transportera förstärkningstrupper och förnödenheter. Som försvar använde Trần Hưng Đạo en krigslist som tidigare användes 938 mot en kinesiska invasionsstyrka, vilket ledde till ett sjöslag vid Bạch Đằngfloden nära Hai Phong. Vietnameserna tillverkade en stor mängd spetsiga pålar av järnträ. Vid ett områden där floden var bred och grund drevs pålarna ner i botten med dess spetsar under ytan. Trần Hưng Đạo väntade in högvattnet och lät den mongoliska flottan, ledd av amiral Omar, att passera området där pålarna hade placerats.
När de mongoliska skeppen retirerade tillbaka och tidvattnet vänt spetsades de av pålarna. Med båtarna skadade från pålarna var mongolerna ett enkelt mål för de vietnamesiska styrkorna som anföll från stränderna. 400 skepp sjönk eller förstördes av de vietnamesiska styrkorna, och i april fängslades Omar och avled.

## Eftermäle

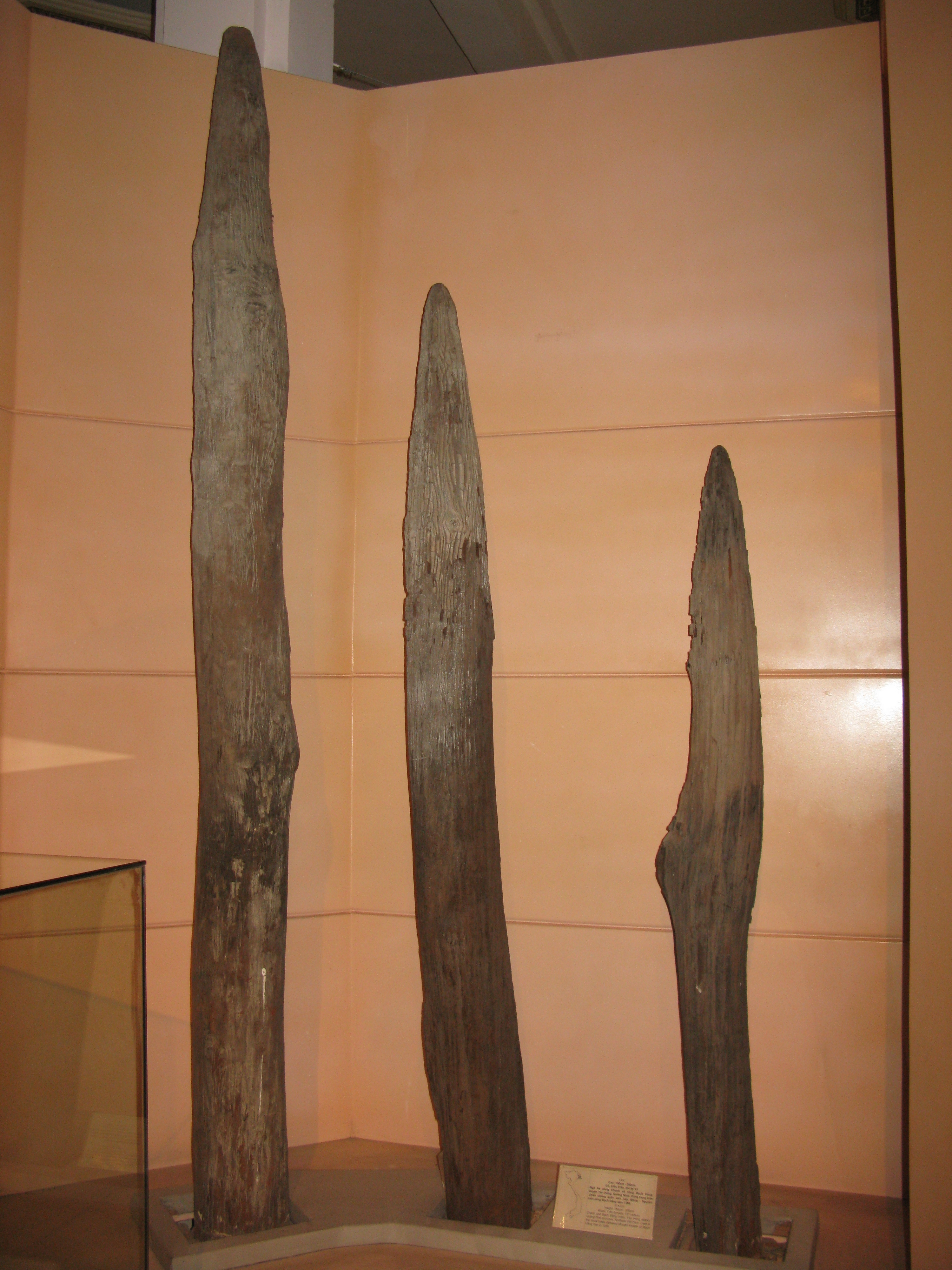
Pålar från slaget vid Bạch Đằng 1288 utställda på Museum of Vietnamese History.

Slaget vid Bạch Đằng var en av Vietnams större militära framgångar. Segen har blivit legendariskt och firas fortfarande i nutid. Vid uppförandet av ett dike 1953 i Hung Yen hittades hundratals pålar i järnträ placerade i zigzag-mönster. En del pålar stod vertikalt och andra lutade 15 grader mot öster. Pålarna är nu en turistattraktion.
Segen över mongolerna stärkte den styrande Trandynastins maktposition. Både Annam och Champa förhandlade med mongolerna för att undvika fler invasioner, och de erbjöd att betala symboliska tribut till Khubilai khan. 1289 överlämnad vietnamesernas kung de fängslade officerarna till mongolerna. Khubilai khan planerade 1293  en ytterligare invasion av Vietnam som aldrig hann verkställas innan hans död 1294. Khubilai khans efterträdare Temür khan  accepterade fred med Vietnam i utbyte mot tribut, och utvecklade en bra relation med vietnameserna,